# 아이신기오로 바부하이
바부하이(만주어: ᠪᠠᠪᡠᡥᠠᡳ Babuhai, 중국어: 巴布海 Bā bù hǎi[*], 1596년 ~ 1643년)는 누르하치의 11남이고, 생모는 서비 가목호각라씨이다.
바부하이는 명 만력 24년 (1596년) 11월 28일에 태어났다. 우록장경(牛彔章京)으로 처음 관직에 나아갔다. 천총 8년 (1634년), 일등갑라장경으로 승진했다. 형 진국장군 아바이를 대동하라고 제사를 지내라는 명을 받았는데, 바부하이는 아바이를 기다리지 않고 먼저 제사를 지냈다. 주민의 소를 취하여 능에 제사 지낸 후에 소를 제사지내어 주민에게 보상하였으나, 주민은 소가 작다고 이를 받아들이지 아니하고 바부하이와 소송하여 은 30냥을 주민에게 보상하라고 하였으나, 바부하이는 다시 주민과 소송하였다. 홍타이지는 그를 어리석다고 비난하며, 아내에게 조종당한다고 말했다. 그의 아내는 양구리의 딸이다. 숭덕 4년 (1639년), 매륵액진의 직을 주며, 진국장군에 봉해졌다. 숭덕 7년 (1642년), 바부하이는 그의 무모한 언사로 고산액진 탄타이의 무고로 사형을 선고받았지만, 홍타이지는 관대하여 그의 직위만 해제하였다.
숭덕 8년 (1643년), 순치제가 즉위하자 비서투일등공 타잔 (양구리의 차남) 부제를 시켜 탄타이를 공격하게 한 혐의로 내감이 바부하이를 체포하여 심문하였고, 바부하이는 무죄를 주장했지만, 바부하이와 그의 처, 아들인 아카라는 모두 죽었고, 본적은 그 가산이 없어 탄타이에게 주었다. 순치 9년 (1652년), 탄타이가 주살되자, 그 벼슬과 유산으로 동복형인 바부타이 가족에게 돌려주었다.